# 1 tháng 3
Ngày 1 tháng 3 là ngày thứ 60 (61 trong năm nhuận) trong lịch Gregory. Còn 305 ngày trong năm.

## Sự kiện
- 293 – Hoàng đế Diocletianus và Maximianus bổ nhiệm Constantius Chlorus và Galerius làm Caesar. Điều này được cho là khởi đầu của Tứ đầu chế.
- 350 – Vetranio được chị gái của Constantius II là Constantina yêu cầu tự tuyên bố là Caesar.
- 834 – Hoàng đế Louis Mộ Đạo được khôi phục tư cách là quân chủ duy nhất của Francia. Sau khi ông tái đăng cơ, con trai cả của ông là Lothair I đào thoát sang Bourgogne.
- 1076 – Ung Châu thất thủ trong Chiến dịch đánh Tống, 1075-1076 của quân Đại Việt.
- 1206 – Lý An Toàn cùng mẹ của Tây Hạ Hoàn Tông là La thị hợp mưu phế Hoàn Tông, Lý An Toàn lên ngôi hoàng đế Tây Hạ, tức Tây Hạ Tương Tông.
- 1562 – Sáu mươi ba người Huguenot bị tàn sát tại Wassy, đánh dấu khởi đầu Chiến tranh tôn giáo Pháp.
- 1565 – Rio de Janeiro được người Bồ Đào Nha thành lập với tên gọi São Sebastião do Rio de Janeiro nhằm vinh danh Thánh Sebastian.
- 1781 – Quốc hội Lục địa thông qua Các điều khoản Hợp bang thành lập nên hình thức liên bang "Hợp chúng quốc Hoa Kỳ".
- 1796 – Công ty Đông Ấn Hà Lan được Cộng hòa Batavia quốc hữu hóa.
- 1811 – Thống đốc Ai Cập của Ottoman là Muhammad Ali giết chết các thủ lĩnh Mamluk và đoạt lấy quyền lực.
- 1815
  - Napoléon Bonaparte trở về Pháp từ nơi ông bị lưu đày trên đảo Elba.
  - Tổng thống James Madison ký thành luật Hiến chương quốc hội của Đại học Georgetown.
- 1845 – Tổng thống Hoa Kỳ John Tyler ký một dự luật cho phép Hoa Kỳ sáp nhập Cộng hòa Texas.
- 1867 – Nebraska trở thành tiểu bang thứ 37 của Hoa Kỳ, thủ phủ là Lincoln.
- 1870 – Nguyên soái F. S. López thiệt mạng trong Trận Cerro Corá, đánh dấu kết thúc Chiến tranh Tam Đồng minh tại Nam Mỹ.
- 1872 – Vườn quốc gia Yellowstone được thành lập tại miền Tây Hoa Kỳ, đây là vườn quốc gia đầu tiên trên thế giới.
- 1893 – Kỹ sư điện Nikola Tesla tiến hành trình diễn công khai lần đầu radio tại St. Louis, Missouri, Hoa Kỳ.
- 1919 – Phong trào 1 tháng 3 bắt đầu tại Triều Tiên nhằm chống Đế quốc Nhật Bản.
- 1934 – Với hỗ trợ của Nhật Bản, Phổ Nghi chính thức đăng cơ xưng là hoàng đế của Mãn Châu Quốc, đặt niên hiệu là Khang Đức.
- 1941 – Chiến tranh thế giới thứ hai: Bulgaria ký kết hiệp ước liên kết với Phe Trục.
- 1942 – Chiến tranh thế giới thứ hai: Đế quốc Nhật Bản đổ bộ lên đảo chính Java của Đông Ấn Hà Lan.
- 1946 – Ngân hàng Anh được quốc hữu hóa.
- 1947 – Quỹ Tiền tệ Quốc tế bắt đầu các hoạt động tài chính.
- 1950 – Tưởng Giới Thạch phục hồi đảm nhiệm chức vụ Tổng thống Trung Hoa Dân Quốc sau khi Quốc dân Đảng dời đến Đài Loan do chiến bại trong nội chiến.
- 1953 – Nhà lãnh đạo Liên Xô Stalin bị đột quỵ, ông qua đời bốn ngày sau đó.
- 1954 – Thử nghiệm vũ khí hạt nhân: Bom hydro Castle Bravo được Hoa Kỳ cho thử nghiệm phát nổ tại Đảo san hô vòng Bikini trên Thái Bình Dương.
- 1958 – Liên bang Tây Ấn được thành lập.
- 1961
  - Tổng thống Hoa Kỳ John F. Kennedy cho thành lập Đoàn Hòa bình, một chương trình tình nguyện quốc tế.
  - Uganda được tự quản và tổ chức cuộc bầu cử đầu tiên trong nước.
- 1966
  - Tàu thăm dò không gian Venera 3 của Liên Xô đổ bộ lên Sao Kim, là tàu không gian đầu tiên đổ bộ lên bề mặt hành tinh khác.
  - Đảng Ba'ath nắm quyền lực tại Syria.
- 1971 – Tổng thống Pakistan Yahya Khan hoãn vô thời hạn phiên họp nghị viện dự kiến, kích động bất tuân dân sự rộng khắp tại Đông Pakistan.
- 1973 – Ban nhạc Pink Floyd phát hành The Dark Side of the Moon, một trong những album quan trọng nhất của lịch sử nhạc Rock.
- 1992 – Bosna và Hercegovina tuyên bố độc lập khỏi Cộng hòa Liên bang Xã hội chủ nghĩa Nam Tư.
- 1998 – Titanic trở thành phim đầu tiên đạt doanh thu trên một tỷ USD trên phạm vi toàn cầu.
- 2003 – Tòa án Hình sự Quốc tế tổ chức phiên tòa đầu tiên của họ tại Den Haag, Hà Lan.
- 2014 – Ít nhất 29 người chết và 143 người bị thương trong một cuộc tấn công bằng dao tại nhà ga Côn Minh thuộc tỉnh Vân Nam, Trung Quốc.

## Sinh
- 1432 - Isabel of Coimbra, nữ hoàng Bồ Đào Nha (m. 1455)
- 1445 - Sandro Botticelli, họa sĩ người Ý (m. 1510)
- 1474 - Angela Merici, bảo mẫu người Ý (m. 1540)
- 1547 - Rudolph Goclenius, nhà triết học người Đức (m. 1628)
- 1597 - Jean-Charles de la Faille, nhà toán học người Bỉ (m. 1652)
- 1610 - John Pell, nhà toán học người Anh (m. 1685)
- 1657 - Samuel Werenfels, nhà thần học Thụy Sĩ (m. 1740)
- 1760 - François Nicolas Leonard Buzot, nhà cánh mạng người Pháp (m. 1794)
- 1769 - François Séverin Marceau-Desgraviers, tướng người Pháp (m. 1796)
- 1810 - Frédéric Chopin, nhà soạn nhạc, nghệ sĩ dương cầm người Ba Lan (m. 1849)
- 1812 - Augustus Pugin, kiến trúc sư người Anh (m. 1852)
- 1817 - Giovanni Duprè, nhà điêu khắc người Ý (m. 1882)
- 1837 - William Dean Howells, nhà văn, sử gia, chính khách người Mỹ (m. 1920)
- 1842 - Nicholaos Gysis, họa sĩ người Hy Lạp (m. 1901)
- 1848 - Augustus Saint-Gaudens, nhà điêu khắc người Mỹ gốc Ireland (m. 1907)
- 1852 - Théophile Delcassé, chính khách người Pháp (m. 1923)
- 1858 - Georg Simmel, nhà xã hội học, nhà triết học người Đức (m. 1918)
- 1863 - Alexander Golovin, họa sĩ người Nga (m. 1930)
- 1865 - Abe Iso, chính khách người Nhật Bản (m. 1949)
- 1886 - Oskar Kokoschka, họa sĩ, nhà thơ người Áo (m. 1980)
- 1888 - Ewart Astill, cầu thủ cricket người Anh (m. 1948)
- 1889 - Watsuji Tetsuro, nhà triết học người Nhật Bản (m. 1960)
- 1892 - Ryūnosuke Akutagawa, nhà văn người Nhật Bản (m. 1927)
- 1893 - Mercedes de Acosta, người giao thiệp rộng người Mỹ (m. 1968)
- 1896
  - Dimitris Mitropoulos, người chỉ huy dàn nhạc, nhà soạn nhạc người Hy Lạp (m. 1960)
  - Moriz Seeler, nhà văn, nhà sản xuất người Đức (m. 1942)
- 1899 - Erich von dem Bach, công chức quốc xã (m. 1972)
- 1904
  - Paul Hartman, diễn viên người Mỹ (m. 1973)
  - Glenn Miller, người chỉ huy dàn nhạc nhỏ người Mỹ (m. 1944)
- 1905 - Doris Hare, nữ diễn viên Wales (m. 2000)
- 1906 - Phạm Văn Đồng, Thủ tướng Việt Nam (1955-1987), (m. 2000)
- 1910
  - Archer John Porter Martin, nhà hóa học, giải thưởng Nobel người Anh (m. 2002)
  - David Niven, diễn viên người Anh (m. 1983)
- 1913 - Ralph Ellison, nhà văn người Mỹ (m. 1994)
- 1917 - Robert Lowell, nhà thơ người Mỹ (m. 1977)
- 1918
  - Roger Delgado, diễn viên người Anh (m. 1973)
  - João Goulart, tổng thống Brasil (m. 1976)
  - Gladys Noon Spellman, chính khách người Mỹ (m. 1988)
- 1920
  - Howard Nemerov, nhà thơ người Mỹ (m. 1991)
  - Max Bentley, vận động viên khúc côn cầu trên băng người Canada (m. 1984)
- 1921 - Richard Wilbur, nhà thơ người Mỹ
- 1922 - William Gaines, nhà xuất bản người Mỹ (m. 1992)
- 1923
  - Nguyễn Văn Chuân, Thiếu tướng Quân lực Việt Nam Cộng hòa (Mất 2002)
  - Kuczka Péter, nhà văn, chủ bút người Hungary (m. 1999)
- 1924 - Deke Slayton, nhà du hành vũ trụ người Mỹ (m. 1993)
- 1926
  - Robert Clary, diễn viên người Pháp
  - Cesare Danova, diễn viên người Mỹ gốc Ý (m. 1992)
- 1927 - Harry Belafonte, nhạc sĩ, nhà hoạt động người Mỹ
- 1928
  - Seymour Papert, nhà toán học người Nam Phi
  - Jacques Rivette, đạo diễn phim người Pháp
- 1930 - Gastone Nencini, vận động viên xe đạp người Ý (m. 1980)
- 1935 - Robert Conrad, diễn viên người Mỹ
- 1936
  - Monique Bégin, chính khách người Pháp
  - Jean-Edern Hallier, tác gia người Pháp (m. 1997)
- 1937 - Jed Allan, diễn viên người Mỹ
- 1939 - Leo Brouwer, nhà soạn nhạc, nghệ sĩ đàn ghita Cuba
- 1940 - Robert Grossman, người minh họa người Mỹ
- 1943
  - Akinori Nakayama, vận động viên thể dục người Nhật Bản
  - Richard H. Price, nhà vật lý người Mỹ
  - Rashid Sunyaev, nhà vật lý người Nga
  - José Ángel Iribar, cầu thủ bóng đá người Tây Ban Nha
- 1945 - Dirk Benedict, diễn viên người Mỹ
- 1946
  - Lana Wood, nữ diễn viên người Mỹ
  - Gerry Boulet, ca sĩ người Pháp (m. 1990)
  - Elvin Bethea, cầu thủ bóng đá người Mỹ
- 1947 - Alan Thicke, diễn viên, người sáng tác bài hát người Canada
- 1948 - Burning Spear, ca sĩ, nhạc sĩ người Jamaica
- 1952
  - Steven Barnes, nhà văn người Mỹ
  - Martin O'Neill, cầu thủ bóng đá, HLV người quản lý người Bắc Ireland
- 1953 - Richard Bruton, chính khách, nhà kinh tế học người Ireland
- 1954
  - Catherine Bach, nữ diễn viên người Mỹ
  - Ron Howard, diễn viên, người đạo diễn người Mỹ
- 1956 - Timothy Daly, diễn viên người Mỹ
- 1958
  - Bertrand Piccard, người chơi khinh khí cầu, nhà tâm thần học Thụy Sĩ
  - Nik Kershaw, nhạc sĩ người Anh
  - Chosei Komatsu, người chỉ huy dàn nhạc người Nhật Bản
- 1963
  - Rob Affuso, nhạc công đánh trống người Mỹ
  - Ron Francis, vận động viên khúc côn cầu trên băng người Canada
- 1964
  - Paul Le Guen, ông bầu bóng đá người Pháp
  - Clinton Gregory, nhạc sĩ người Mỹ
- 1965
  - Stewart Elliott, vận động viên đua ngựa người Canada
  - Booker Huffman, đô vật Wrestling chuyên nghiệp người Mỹ
  - Mary Lou Lord, ca sĩ, người sáng tác bài hát người Mỹ
- 1967
  - Yelena Afanasyeva, vận động viên người Nga
  - George Eads, diễn viên người Mỹ
  - Aron Winter, cầu thủ bóng đá người Đức
- 1969
  - Javier Bardem, diễn viên người Tây Ban Nha
  - Doug Creek, vận động viên bóng chày người Mỹ
- 1971 - Tyler Hamilton, vận động viên xe đạp người Mỹ
- 1973
  - Jack Davenport, diễn viên người Anh
  - Chris Webber, cầu thủ bóng rổ người Mỹ
- 1974
  - Mark-Paul Gosselaar, diễn viên người Mỹ
  - Stephen Davis, cầu thủ bóng đá người Mỹ
- 1977
  - Rens Blom, vận động viên người Đức
  - Esther Cañadas, nữ diễn viên, siêu người mẫu người Tây Ban Nha
- 1978
  - Jensen Ackles, diễn viên người Mỹ
  - Alicia Leigh Willis, nữ diễn viên người Mỹ
- 1980
  - Shahid Afridi, cầu thủ cricket người Pakistan
  - Abdur Rehman, cầu thủ cricket người Pakistan
  - Đức Tiến, nam người mẫu và diễn viên người Việt Nam (m. 2024)
- 1981
  - Ana Hickmann, siêu người mẫu người Brasil
  - Adam LaVorgna, diễn viên người Mỹ
  - Will Power, người đua xe người Úc
  - Brad Winchester, vận động viên khúc côn cầu trên băng người Mỹ
- 1982 - Phạm Khánh Hưng, ca sĩ và nhạc sĩ người Việt Nam
- 1983
  - Daniel Carvalho, cầu thủ bóng đá người Brasil
  - Chris Hackett, cầu thủ bóng đá người Anh
  - Blake Hawksworth, vận động viên bóng chày người Canada
- 1984
  - Naima Mora, người mẫu, người Mỹ
  - Alexander Steen, vận động viên khúc côn cầu trên băng người Thụy Điển gốc Canada
  - Bạch Bách Hà, nữ diễn viên Trung Quốc
- 1985
  - Andreas Ottl, cầu thủ bóng đá người Đức
  - J Leman, cầu thủ bóng đá người Mỹ
- 1986 - Jonathan Spector, cầu thủ bóng đá người Mỹ
- 1987 - Sammie, ca sĩ người Mỹ
- 1988 - Katija Pevec, nữ diễn viên người Mỹ
- 1989
  - Sonya Kitchell, ca sĩ người Mỹ
  - Carlos Vela, cầu thủ bóng đá người México
- 1990
  - Harry Eden, diễn viên người Anh
  - Nikolas Tsattalios, cầu thủ bóng đá người Úc
  - Vân Trang, nữ diễn viên kiêm người dẫn chương trình người Việt Nam
- 1994 - Justin Bieber, ca sĩ, người sáng tác nhạc người Canada

## Mất
- 1510 – Francisco de Almeida, người lính, nhà thám hiểm người Bồ Đào Nha
- 1536 – Bernardo Accolti, nhà thơ người Ý (s. 1465)
- 1620 – Thomas Campion, nhà thơ, nhà soạn nhạc người Anh (s. 1567)
- 1643 – Girolamo Frescobaldi, nhà soạn nhạc người Ý (s. 1583)
- 1661 – Richard Zouch, luật gia người Anh (s. 1590)
- 1697 – Francesco Redi, thầy thuốc người Ý (s. 1626)
- 1734 – Roger North, người viết tiểu sử người Anh (s. 1653)
- 1757 – Edward Moore, nhà văn người Anh (s. 1712)
- 1768 – Hermann Samuel Reimarus, nhà triết học, nhà văn người Đức (s. 1694)
- 1773 – Luigi Vanvitelli, kiến trúc sư người Ý (s. 1700)
- 1777 – Georg Christoph Wagenseil, nhà soạn nhạc người Áo (s. 1715)
- 1792 – Leopold II, hoàng đế Đế quốc La Mã Thần thánh (s. 1747)
- 1862 – Peter Barlow, nhà toán học người Anh (s. 1776)
- 1875 – Tristan Corbière, nhà thơ người Pháp (s. 1845)
- 1879 – Joachim Heer, chính khách Thụy Sĩ (s. 1825)
- 1884 – Isaac Todhunter, nhà toán học người Anh (s. 1820)
- 1906 – José María de Pereda, tiểu thuyết gia người Tây Ban Nha (s. 1833)
- 1911 – Jacobus Henricus van 't Hoff, nhà hóa học, giải thưởng Nobel người Đức (s. 1852)
- 1912 – George Grossmith, diễn viên, tác giả truyện tranh người Anh (s. 1847)
- 1920 – John H. Bankhead, thượng nghị sĩ Mỹ (s. 1842)
- 1922 – Rafael Moreno Aranzadi, cầu thủ bóng đá người Tây Ban Nha (s. 1892)
- 1929 – Royal H. Weller, chính khách người Mỹ (s. 1881)
- 1933 – Uładzimir Zylka, nhà thơ người Belarus (s. 1900)
- 1936 – Mikhail Kuzmin, nhà văn người Nga (s. 1871)
- 1938 – D'Annunzio, nhà văn, chiến tranh người anh hùng, chính khách người Ý (s. 1863)
- 1940 – Anton Hansen Tammsaare, tác gia người Estonia (s. 1878)
- 1943 – Alexandre Yersin, thầy thuốc Thụy Sĩ (s. 1863)
- 1952 – Mariano Azuela, tiểu thuyết gia người México (s. 1873)
- 1963
  - Irish Meusel, vận động viên bóng chày người Mỹ (s. 1893)
  - Jorge Daponte, người đua xe người Argentina (s. 1923)
- 1966 – Fritz Houtermans, nhà vật lý người Đức (s. 1903)
- 1969 – Nhạc sĩ Dzũng Chinh, tác giả bài hát Những đồi hoa sim (s.1941)
- 1970 – Lucille Hegamin, ca sĩ, người dẫn chuyện giải trí người Mỹ (s. 1894)
- 1974 – Bobby Timmons, nghệ sĩ dương cầm nhạc Jazz người Mỹ (s. 1935)
- 1980 – Dixie Dean, cầu thủ bóng đá người Anh (s. 1907)
- 1984 – Coogan, diễn viên người Mỹ (s. 1914)
- 1988 – Joe Besser, diễn viên hài, diễn viên người Mỹ (s. 1907)
- 1995 – Georges J.F. Kohler, nhà sinh vật học, giải Nobel Sinh lý và Y khoa người Đức (s. 1946)
- 2006
  - Peter Osgood, cầu thủ bóng đá người Anh (s. 1947)
  - Harry Browne, chính khách, tác gia người Mỹ (s. 1933)
  - Johnny Jackson, nhạc sĩ người Mỹ (s. 1951)
- 2017 – Giuse Vũ Duy Thống, tu sĩ Công giáo người Việt Nam (s. 1952)
- 2024 - Toriyama Akira, mangaka người Nhật và tác giả của Dragon Ball và Dr. Slump

## Những ngày lễ và kỷ niệm
- Ngày Quốc tế Không phân biệt đối xử